# Fontanès, Hérault
Fontanès este o comună în departamentul Hérault din sudul Franței. În 2009 avea o populație de 259 de locuitori.

## Evoluția populației
| An        | 1975 | 1982 | 1990 | 1999 | 2006 | 2009 |
| --------- | ---- | ---- | ---- | ---- | ---- | ---- |
| Populație | 72   | 144  | 187  | 202  | 234  | 259  |